# 塩沢石打サービスエリア
塩沢石打サービスエリア（しおざわいしうちサービスエリア）は、新潟県南魚沼市にある、関越自動車道のサービスエリア。
上下線で設置場所が離れており、下り線は同市丸池新田、上り線は関に位置している。また、下り線は塩沢石打ICに併設されており、SAからICに出ることはできるが、ICからSAに入ることはできない。SAからICに出る際に事故を防止するための信号機が設置されている。

## 道路
- E17 関越自動車道

## 施設

### 上り線（東京方面）
- 駐車場
  - 大型 47台
  - 小型 20台
- トイレ
  - 男性 大4（和式1・洋式3）・小8
  - 女性 11（和式2・洋式9）
    - 同伴の男児用 1

  - 車椅子用 1
- スナック（7:00-21:00）
- ショッピング（7:00-21:00）
- 自動販売機
- ハイウェイ情報ターミナル
- 給電スタンド（24時間）
- エリアスタンプはコシヒカリである。

### 下り線（長岡方面）
- 駐車場
  - 大型 23台
  - 小型 62台
- トイレ
  - 男性 大4（和式1・洋式3）・小8
  - 女性 11（和式2・洋式9）
    - 同伴の男児用 1

  - 車椅子用 1
- コンビニエンスストア「セブン-イレブン」（24時間）[1]
- 自動販売機
- ハイウェイ情報ターミナル
- シャワー（24時間）[2]
- 給電スタンド（24時間）
- エリアスタンプは直江兼続である。

### 過去にあった施設
上下線ともにガソリンスタンド（上り線 ENEOS(株)にいがたエネルギー、下り線 Shell(株)井口商店）が設置されていたが、下り線は2005年11月30日に、上り線は2007年5月31日にそれぞれ廃止された。

## 隣
E17 関越自動車道
(16)湯沢IC - 塩沢石打SA（上り線） - (16-1)塩沢石打IC/SA（下り線） - (17)六日町IC